# Daniel Néculman
Daniel Alberto Néculman (Bariloche, Río Negro, Argentina; 25 de mayo de 1985) es un exfutbolista argentino con nacionalidad chilena y ecuatoriana. Se desempeñaba como delantero. Actualmente es asistente técnico de la Universidad Católica de Ecuador.

## Biografía
Siendo muy joven, Daniel alcanzó a jugar en la Primera División de la Liga de Fútbol de Bariloche. Lo hizo con la camiseta del Deportivo Municipales y con Miguel López como DT. Al irse de Bariloche fue el momento de cosechar experiencias por la Patagonia.

## Trayectoria
Daniel Néculman es la sensación entre los goleadores del fútbol ecuatoriano. El argentino ha llegado a despuntar en gran nivel de la mano de Humberto Pizarro que lo tiene como su as bajo la manga. Medios de la ciudad de Guayaquil apuntan a un posible cambio de camiseta para el próximo año. No se mudaría de ciudad, pero sin duda que apuntaría a objetivos más grandes.
El fútbol ecuatoriano, sin duda, levantó la carrera de Néculman. En 2007, luego de varios pasos austeros por el ascenso de su país, llegó a Imbabura y la rompió. Gracias a su primera experiencia en el fútbol ecuatoriano a pesar de descender con el Imbabura consiguió anotar 16 goles a uno de ser el máximo goleador del torneo ecuatoriano, al 2008 es presentado como gran refuerzo en Santa Fe llegando con su compatriota Maximiliano Flotta, fue campeón de la Copa Colombia 2009 siendo el goleador del equipo con 5 tantos. Luego de jugar por el Deportivo Pereira pasó a jugar por 6 meses a Sporting Cristal Debutando con gol en la derrota de su equipo 2 a 1 ante José Gálvez terminó el año irregular sin alcanzar algún cupo a algún torneo internacional, jugó 11 partidos anotando 2 goles. 
Al siguiente año llega a la liga chilena a jugar por el Unión Temuco junto a su compatriota Edgardo Díaz. Las últimas temporadas se ha enfundado la camiseta de Liga de Portoviejo y River Ecuador donde ha sido uno de sus goleadores absolutos.
El 13 de julio de 2017, tras rescindir su contrato con River Ecuador, se incorpora como nuevo delantero del Blomming boliviano.
A partir del 2018, se sumó a Gimnasia y Tiro de Salta, equipo salteño que milita en el Torneo Federal A, en busca de un ascenso a la segunda categoría del fútbol argentino (B Nacional).
En 13 de enero de 2022 anunció su retiro del fútbol profesional, su último equipo fue en 2021 el Cumbayá Fútbol Club de la Serie B de Ecuador. Con dicho equipo logró el título de campeón y ascenso a la Serie A.

## Clubes

### Como jugador
| Club                  | País                 | Año                  | Goles |
| --------------------- | -------------------- | -------------------- | ----- |
| CAI de Rivadavia      | Argentina            | 2003-2004            | 0     |
| Huracán de Rivadavia  | Argentina            | 2004-2006            | 18    |
| Deportivo Madryn      | Argentina            | 2006-2007            | 9     |
| Imbabura              | Ecuador              | 2007                 | 16    |
| Santa Fe              | Colombia             | 2008-2009            | 14    |
| Deportivo Pereira     | Colombia             | 2010                 | 2     |
| Sporting Cristal      | Perú                 | 2010                 | 2     |
| Deportes Temuco       | Chile                | 2011                 | 6     |
| CAI de Rivadavia      | Argentina            | 2012                 | 5     |
| Deportes Naval        | Chile                | 2012                 | 4     |
| Olmedo                | Ecuador              | 2013                 | 29    |
| C. F. Mérida          | México               | 2014                 | 0     |
| Liga de Portoviejo    | Ecuador              | 2014                 | 7     |
| Guayaquil City        | Ecuador              | 2015-2017            | 33    |
| Blooming              | Bolivia              | 2017                 | 2     |
| Liga de Portoviejo    | Ecuador              | 2018                 | 14    |
| Atlético Porteño      | Ecuador              | 2019                 | 2     |
| Ferro de General Pico | Argentina            | 2019                 | 4     |
| Deportivo Cuenca      | Ecuador              | 2020                 | 1     |
| Cumbayá F. C.         | Ecuador              | 2021                 | 4     |
| Total goles anotados  | Total goles anotados | Total goles anotados | 172   |

### Como asistente técnico
| Club                 | País    | Año       |
| -------------------- | ------- | --------- |
| Universidad Católica | Ecuador | 2023-Act. |

## Palmarés

### Campeonatos nacionales
| Título        | Club          | País     | Año  |
| ------------- | ------------- | -------- | ---- |
| Copa Colombia | Santa Fe      | Colombia | 2009 |
| Serie B       | Cumbayá F. C. | Ecuador  | 2021 |

### Distinciones individuales
| Distinción                                                          | Año  |
| ------------------------------------------------------------------- | ---- |
| Goleador de la Serie B de Ecuador                                   | 2013 |
| Incluido en el 11 Ideal de la Campeonato Ecuatoriano de Fútbol 2015 | 2015 |